# Мир бокса
 Мир бокса  — российская промоутерская компания, занимающаяся организацией проведения профессиональных боксёрских поединков.
Компания «Мир бокса» была основана в 2012 году президентом группы компаний МИЦ Андреем Рябинским. Первый бой, организованный компанией состоялся в Москве 5 октября 2013 года между Владимиром Кличко и Александром Поветкиным, который был проведён при поддержке компании «Роснефть». С компанией «Мир бокса» работал ряд российских боксёров, среди них:
- Александр Поветкин — чемпион мира по версии WBA в тяжёлом весе (2011—2013)
- Денис Лебедев — чемпион мира по версиям WBA (2012—2018)
- Эдуард Трояновский — чемпион мира по версиям IBF (2015—2016) и IBO (2015—2016)
- Рахим Чахкиев — чемпион Европы по версии EBU (2014)
- Григорий Дрозд — чемпион мира по версии WBC (2014—2015)
- Дмитрий Бивол — чемпион мира по версии WBA (2017—н. в.)
- Дмитрий Кудряшов — интернациональный чемпион по версии WBA (2014—2016)
- Сергей Кузьмин — чемпион по версии WBA Inter-Continental (2018—2019)
- Андрей Афонин — непобеждённый российский боксёр-профессионал
- Алексей Егоров — чемпион по версии IBF International (2019—н. в.)
- Алексей Папин — чемпион по версии IBF International (2019—н.в., 2018—2019) в 1-м тяжёлом весе
- Сергей Лубкович — российский боксёр профессионал
- Шахрам Гиясов — чемпион по версии WBA International в весе Super Lightweight
- Муроджон Ахмадалиев — первый объединённый чемпион мира, завоевавший два титула (WBA и IBF) за рекордные 8 боев.
- Исраил Мадримов — серебряный призёр XVIII Летних Азиатских игр 2014 в Инчхоне (Южная Корея)
- Ботиржон Ахмедов — чемпион в первом полусреднем весе по версии WBA
- Бектемир Меликузиев — cеребряный призёр Олимпийских игр 2016
- Элнур Абдураимов — победитель Чемпионата Азии по боксу
- Валерий Третьяков — российский боксёр профессионал
- Светлана Кулакова — чемпионка мира по профессиональному боксу в 1-м полусреднем весе (WBA, 2013—2014)
- Рашид Кодзоев — российский боксёр-профессионал
- Георгий Челохсаев — российский боксёр-профессионал
- Евгений Смирнов — российский боксёр-профессионал
- Сергей Липинец — чемпион мира по версии IBF (2017—2018) в 1-м полусреднем весе[3][4][5][6][7][8][9].

## Боксёрские шоу
| Дата                          | Место проведения                                                    | Главный бой                                  |
| ----------------------------- | ------------------------------------------------------------------- | -------------------------------------------- |
| 20 апреля 2019                | Жуковка, Москва, Россия                                             | Павел Маликов — Гайбатулла Гайджалиев        |
| 3 марта 2019                  | Turning Stone Resort Casino, Нью-Йорк, США                          | Дмитрий Бивол — Джо Смит                     |
| 15 сентября 2018              | ГЦС, «Кузбасс» Кемерово, Россия                                     | Дмитрий Кудряшов — Александру Жур            |
| 23 июня 2018                  | Жуковка, Москва, Россия                                             | Алексей Папин — Уиллбифорс Шихепо            |
| 17 марта 2018                 | Жуковка, Москва, Россия                                             | Георгий Челохсаев — Фабио Амитрано           |
| 27 ноября 2017                | Государственный центральный концертный зал «Россия», Москва, Россия | Эдуард Трояновский — Карлос Мануэль Портильо |
| 1 июля 2017                   | Государственный центральный концертный зал «Россия», Москва, Россия | Александр Поветкин — Андрей Руденко          |
| 3 июня 2017                   | Дворец спорта, Ростов-на-Дону, Россия                               | Дмитрий Кудряшов — Оланреваджу Дуродола      |
| 4 марта 2017                  | Арена «Балашиха», Балашиха, Россия                                  | Алексей Панин — Серхио Анхель                |
| 23 февраля 2017               | Арена «Металлург-Форум», Нижний Тагил, Россия                       | Дмитрий Бивол — Робер Берридж                |
| 17 декабря 2016               | Екатеринбург-Экспо, Екатеринбург, Россия                            | Александр Поветкин — Жоан Дюопа              |
| 3 декабря 2016                | Мегаспорт, Москва, Россия                                           | Денис Лебедев — Мурат Гассиев                |
| 21 мая 2016                   | Мегаспорт, Москва, Россия                                           | Денис Лебедев — Виктор Рамирес               |
| 8 апреля 2016                 | Крылья Советов, Москва, Россия                                      | Эдуард Трояновский — Сесар Рене Куэнка       |
| 4 ноября 2015                 | Татнефть Арена, Казань, Россия                                      | Александр Поветкин — Мариуш Вах              |
| 22 мая 2015                   | Государственный центральный концертный зал «Россия», Москва, Россия | Александр Поветкин — Майк Перес              |
| 10 апреля 2015                | Государственный центральный концертный зал «Россия», Москва, Россия | Денис Лебедев — Йоури Каленга                |
| 28 ноября 2014                | Государственный центральный концертный зал «Россия», Москва, Россия | Руслан Проводников — Кастильо, Хосе Луис     |
| 24 октября 2014               | Государственный центральный концертный зал «Россия», Москва, Россия | Александр Поветкин — Карлос Такам            |
| 27 сентября 2014              | Дворец спорта «Динамо» в Крылатском, Москва, Россия                 | Кшиштоф Влодарчик — Григорий Дрозд           |
| 30 мая 2014                   | Государственный центральный концертный зал «Россия», Москва, Россия | Александр Поветкин — Мануэль Чарр            |
| 25 апреля 2014 (не состоялся) | Дворец спорта «Динамо» в Крылатском, Москва, Россия                 | Денис Лебедев — Гильермо Джонс               |
| 15 марта 2014                 | Дворец спорта «Динамо» в Крылатском, Москва, Россия                 | Григорий Дрозд — Жереми Уанаа                |
| 5 октября 2013                | Олимпийский, Москва, Россия                                         | Александр Поветкин — Владимир Кличко         |